# Párducformák
A párducformák (Pantherinae) a ragadozók (Carnivora) rendjébe tartozó macskafélék (Felidae) családjának egy alcsaládja.

## Rendszerezés
Az alcsaládba az alábbi 2 nem és 7 élő faj tartozik:
- Neofelis – Gray, 1867
  - ködfoltos párduc (Neofelis nebulosa)
  - borneói ködfoltos párduc (Neofelis diardi)
- Panthera – Oken, 1816
  - oroszlán (Panthera leo)
  - jaguár (Panthera onca)
  - leopárd (Panthera pardus)
  - tigris (Panthera tigris)
  - hópárduc (Panthera uncia)